# For Now
For Now — дебютний альбом канадського поп-панк колективу Courage My Love, що був виданий 2011 року. До альбому увійшли 7 композицій. До пісень «Anchors Make Good Shoes», «Bridges» та «Barricade» були відзняті відеокліпи. Також 2011 року кожна композиція була перезаписана у акустичному стилі і був виданий акустичний альбом з однойменною назвою.

## Трек-лист
1. For Now 4:13
2. Anchors Make Good Shoes [If You Have Issues] 3:11
3. Disappear 3:27
4. Barricade 3:58
5. Smoke and Mirrors 3:29
6. Bridges 4:06
7. The River 4:42

## Сингли
- «Barricade»